# فيلقيات
الفيلقيات (الاسم العلمي:Legionellales) هي رتبة من المتقلبات. وككل المتقلبات فالفيلقيات هي بكتيريا سالبة الغرام. تضم الفيلقيات فصيلتين تتمثلان في الفيلقية والكوكسيلا وكل منهما يشمل مسببات أمراض بارزة. على سبيل المثال حمى كيو تسببها الكوكسيلا البورينتية فيما تسبب الفيلقية المستروحة داء الفيلقيات وحمّى البونتياك.

## روابط خارجية
- Legionellales نسخة محفوظة 2 مارس 2012 على موقع واي باك مشين. LPSN List of Prokaryotic names with Standing in Nomenclature